# Glinczak
Glinczak – część wsi Moszczenica Wyżna w Polsce, położona w województwie małopolskim, w powiecie nowosądeckim, w gminie Stary Sącz.
W latach 1975–1998 Glinczak administracyjnie należał do województwa nowosądeckiego.